# Myrioneuron effusum
Myrioneuron effusum är en måreväxtart som först beskrevs av Charles-Joseph Marie Pitard, och fick sitt nu gällande namn av Elmer Drew Merrill. Myrioneuron effusum ingår i släktet Myrioneuron och familjen måreväxter. Inga underarter finns listade i Catalogue of Life.